# Liriomyza
Liriomyza is een geslacht van insecten uit de familie van de mineervliegen (Agromyzidae), die tot de orde tweevleugeligen (Diptera) behoort.

## Soorten
- L. abnormis Spencer, 1981
- L. admiranda Spencer, 1981
- L. alaskensis Spencer, 1969
- L. alyssi (Hering, 1960)
- L. allia (Frost, 1943)
- L. amarellae Hering, 1963
- L. amoena (Meigen, 1830)
- L. analis (Rondani, 1875)
- L. andryalae Hering, 1927
- L. angulicornis (Malloch, 1918)
- L. approximata (Hendel, 1920)
- L. arcticola Spencer, 1969
- L. arctii Spencer, 1966
- L. archboldi Frost, 1962
- L. arnaudi Spencer, 1981
- L. artemisiae Spencer, 1981
- L. artemisicola de Meijere, 1924
- L. asclepiadis Spencer, 1969
- L. asphodeli Spencer, 1957
- L. assimilis (Malloch, 1918)
- L. asteris Hering, 1928
- L. aterrima Pakalniskis, 1998
- L. baccharidis Spencer, 1963
- L. balcanica (Strobl, 1900)
- L. balcanicoides Sehgal, 1971
- L. baptisiae (Frost, 1931)
- L. beata Hendel, 1931
- L. bella Spencer, 1981
- L. bellissima (Spencer, 1969)
- L. bessarabica Hering, 1941
- L. bifurcata Sehgal, 1971
- L. blechi Spencer, 1973
- L. borealis (Malloch, 1913)
- L. brassicae (Riley, 1885)
- L. bryoniae (Kaltenbach, 1858)
- L. buhri Hering, 1937
- L. bulbata Hendel, 1931
- L. bulgarica Beiger, 1979
- L. californiensis Spencer, 1981
- L. canescens Spencer, 1976
- L. cannabis Hendel, 1931
- L. centaureae Hering, 1927
- L. cepae (Hering, 1927)
- L. certosa Spencer, 1961
- L. cicerina (Rondani, 1875)
- L. cilicornis Hendel, 1931
- L. clarae Beiger, 1972
- L. commelinae (Frost, 1931)
- L. congesta (Becker, 1903)
- L. cordillerana Sehgal, 1968
- L. coronillae Pakalniskis, 1994
- L. cyclaminis Suss, 1987
- L. chemsaki Spencer, 1981
- L. chinensis (Kato, 1949)
- L. chlamydata (Melander, 1913)
- L. deficiens Hendel, 1931
- L. demeijerei Hering, 1930
- L. dendranthemae Nowakowski, 1975
- L. denudata Spencer, 1981
- L. dianthicola (Venturi, 1949)
- L. discalis (Malloch, 1913)
- L. dracunculi Hering, 1932
- L. eboni Spencer, 1969
- L. edmontonensis Spencer, 1969
- L. elevata Spencer, 1986
- L. endiviae Hering, 1955
- L. equiseti de Meijere, 1924
- L. erucifolli de Meijere, 1944
- L. eupatoriana Spencer, 1954
- L. eupatoriella Spencer, 1986
- L. eupatorii (Kaltenbach, 1874)
- L. euphorbiae Martinez, 1999
- L. euphorbiana Hendel, 1931
- L. flaveola (Fallen, 1823)
- L. flavicola Spencer, 1981
- L. flavonigra (Coquillett, 1902)
- L. flavopicta Hendel, 1931
- L. freyella Spencer, 1976
- L. frickella Spencer, 1981
- L. fricki Spencer, 1965
- L. frigida Spencer, 1981
- L. frommeri Spencer, 1981
- L. globulariae Hendel, 1931
- L. graminacea Spencer, 1981
- L. graminivora Hering, 1949
- L. groschkei Spencer, 1956
- L. gudmanni Hering, 1928
- L. gypsophilae Beiger, 1972
- L. hampsteadensis Spencer, 1971
- L. haploneura Hendel, 1931
- L. helenii Spencer, 1981
- L. helianthi Spencer, 1981
- L. heringi Nowakowski, 1961
- L. hieracii (Kaltenbach, 1862)
- L. hieraciivora Spencer, 1971
- L. huidobrensis (Blanchard, 1926)
- L. hungarica Hendel, 1931
- L. infuscata Hering, 1926
- L. intonsa Spencer, 1976
- L. ivanauskasi Pakalniskis, 1998
- L. kenti Spencer, 1969
- L. kleiniae Hering, 1927
- L. kovalevi Zlobin, 1998
- L. labanoro Pakalniskis, 1992
- L. lacertella (Camillo Róndani, 1875)
- L. lathyri Sehgal, 1971
- L. latigenis (Hendel, 1920)
- L. latipalpis Hendel, 1920
- L. lesinensis Hering, 1967
- L. lima (Melander, 1913)
- L. limpida Hering, 1933
- L. lituanica Pakalniskis, 1992
- L. lupinella Spencer, 1981
- L. lupini Spencer, 1981
- L. lupiniphaga Spencer, 1981
- L. lusatiensis Hering, 1956
- L. lutea (Meigen, 1830)
- L. mediterranea Hendel, 1931
- L. melampyga (Loew, 1869)
- L. melitensis Spencer, 1973
- L. minor Spencer, 1981
- L. monoensis Spencer, 1981
- L. montana Sehgal, 1968
- L. montella Spencer, 1986
- L. montis Spencer, 1986
- L. myrsinitae Hering, 1957
- L. nietzkei Spencer, 1973
- L. nigrifrons Hendel, 1920
- L. nigriscutellata Spencer, 1981
- L. nigrissima Spencer, 1981
- L. nordica Spencer, 1969
- L. obliqua Hendel, 1931
- L. occipitalis Hendel, 1931
- L. oldenbergi Hering, 1933
- L. orbona (Meigen, 1830)
- L. orilliensis Spencer, 1969
- L. paradigma Hering, 1937
- L. pascuum (Meigen, 1838)
- L. paumensis Spencer, 1981
- L. pechumani Spencer, 1986
- L. peleensis Spencer, 1969
- L. pereziae Hering, 1963
- L. periorbita Hendel, 1931
- L. philadelphivora Spencer, 1969
- L. phryne Hendel, 1931
- L. pictella (Thomson, 1869)
- L. pisivora Hering, 1954
- L. polygalae Hering, 1927
- L. pseudopygmina (Hering, 1933)
- L. ptarmicae Meijere, 1925
- L. puella (Meigen, 1830)
- L. pulloides Spencer, 1986
- L. pusilla (Meigen, 1830)
- L. pusio (Meigen, 1830)
- L. quadrisetosa (Malloch, 1913)
- L. ranunculoides Spencer, 1969
- L. richteri Hering, 1927
- L. robiniae Valley, 1982
- L. sabaziae Spencer, 1963
- L. samogitica Pakalniskis, 1996
- L. sativae Blanchard, 1938
- L. scorzonerae Ryden, 1951
- L. schlingeri Spencer, 1981
- L. schmidti (Aldrich, 1929)
- L. senecionivora Sehgal, 1971
- L. septentrionalis Sehgal, 1968
- L. serriolae Hering, 1955
- L. similis Spencer, 1981
- L. singula Spencer, 1969
- L. sinuata Sehgal, 1971
- L. smilacinae Spencer, 1969
- L. socialis Spencer, 1969
- L. solivaga Spencer, 1971
- L. sonchi Hendel, 1931
- L. soror Hendel, 1931
- L. sorosis (Williston, 1896)
- L. specifica Spencer, 1981
- L. splendens Spencer, 1986
- L. stachyos Spencher, 1981
- L. strigata (Meigen, 1830)
- L. subartemisicola Frey, 1945
- L. subasclepiadis Spencer, 1986
- L. subobliqua Hendel, 1931
- L. subvirgo Rohdendorf-Holmanova, 1960
- L. suecica Ryden, 1956
- L. sylvatica Sehgal, 1971
- L. tanaceti de Meijere, 1924
- L. taraxaci Hering, 1927
- L. temperata Spencer, 1986
- L. texella Spencer, 1986
- L. thalictri Hering, 1932
- L. thesii Hering, 1924
- L. tibidabensis Spencer, 1966
- L. togata (Melander, 1913)
- L. tragopogonis de Meijere, 1928
- L. trifoliearum Spencer, 1973
- L. trifolii (Burgess, 1880)
- L. tubula Spencer, 1981
- L. umbilici Hering, 1927
- L. undulata Spencer, 1969
- L. urophorina Mik, 1894
- L. valerianae Hendel, 1932
- L. valerianellae Hering, 1957
- L. variata (Malloch, 1913)
- L. veluta Spencer, 1969
- L. venegasiae Spencer, 1981
- L. venturensis Spencer, 1981
- L. viciae Spencer, 1969
- L. violicaulis Hering, 1962
- L. virginica Spencer, 1986
- L. virgo (Zetterstedt, 1838)
- L. virgula Frey, 1946
- L. wachtlii Hendel, 1920
- L. xanthocera (Czerny in Czerny & Strobl, 1909)
- L. zinniae Spencer, 1981